# Giorgio Moroni Stampa
Giorgio Moroni Stampa (* 12. Juni 1948 in Lugano; heimatberechtigt ebenda) ist ein Schweizer Jurist.

## Leben
Giorgio Moroni Stampa studierte Rechtswissenschaften und ist als Rechtsanwalt und Notar in Lugano ansässig.
2001 wurde er von Carlo Kardinal Furno zum Statthalter der Schweizer Statthalterei des Ritterordens vom Heiligen Grab zu Jerusalem ernannt. Nach seiner Emeritierung 2010 wurde er zum Ehrenstatthalter ernannt. Kardinal-Grossmeister John Patrick Kardinal Foley ernannte ihn per 1. Januar 2011 zum General-Gouverneur für die europäischen Statthaltereien. Kardinal-Großmeister Edwin Frederick O’Brien ernannte ihn am 26. Juni 2016 in Rom zum Kollarritter, dem höchsten Stand im Päpstlichen Ritterorden vom Heiligen Grab.
Auf der "Consulta 2018" im Vatikan, der Generalversammlung des Päpstlichen Laienordens, wurde Jean-Pierre Marie de Glutz-Ruchti zum Vize-Generalgouverneur und seinem Nachfolger für den Amtsbereich Europa gewählt.